# Toronto Granites
Toronto Granites byl amatérský kanadský klub ledního hokeje, který sídlil v Torontu v provincii Ontario. Založen byl v roce 1880 jako jeden z prvních klubů ledního hokeje v Torontu. Granites v letech 1922 a 1923 vyhráli Allan Cup. V roce 1924 (nebo 1923) byli vybráni, aby reprezentovali Kanadu na zimních olympijských hrách v roce 1924 ve Francii.

## Úspěchy
- Allan Cup – 1922 a 1923
- ZOH – 1924

## Soupiska olympijských mistrů ze ZOH 1924
Brankáři: Jack Cameron, Ernie Collett.

Obránci: Dunc Munro, William Ramsay.

Útočníci: Harry Watson, Albert McCaffery, Hooley Smith, Harold McMunn, Cyril Slater.

Trenér: Frank Rankin.